# Меган Малоун
Меган Малоун (на английски: Meggan Mallone) е американска порнографска актриса и модел.

## Ранен живот
Родена е на 30 декември 1986 г. в град Хюстън, щата Тексас, САЩ и е от смесен етнически произход - чероки, немски и ирландски.
Учи в гимназията „Ламар“ в Хюстън и там се изявява като мажоретка, водеща е на ученически телевизионен новинарски канал и участва в отбора по плуване.

## Кариера
Преди да се насочи към порнографията работи като модел.
За порното е открита през септември 2007 г. от фотографа Джейсън Селф, който търси нови таланти в социалната мрежа MySpace. Той ѝ прави няколко пробни фотосесии и скоро Малоун се появява на корицата на списание „Met-Art“. След това тя отива в Лос Анджелис и снима с фотографите Стивън Хайкс и Ърл Милър. През януари 2008 г. посещава еротичното изложение на AVN в Лас Вегас, където е представена на хора от компанията „Вивид Ентъртейнмънт“, които я харесват и ѝ предлагат договор за участие в порнофилми. Тя приема и в началото на февруари 2008 г. е анонсиран сключеният договор и е официално представена като изпълнителка на „Вивид“.

## Награди и номинации
- 2009: Номинация за AVN награда за най-добра нова звезда.[6]
- 2009: Номинация за XBIZ награда за нова звезда на годината.[7]
- 2009: Номинация за Hot d'Or награда за най-добра американска звезда.[8]
- 2009: Номинация за F.A.M.E. награда за най-горещо тяло.[9]
- 2009: Финалистка за F.A.M.E. награда за любима нова звезда.[9]
- 2009: Номинация за NightMoves награда за най-добра нова звезда.[10]
- 2010: Номинация за AVN награда за най-добро закачливо изпълнение – „Стриптийз“.[11]